# 須賀川市立大東小学校
須賀川市立大東小学校（すかがわしりつ おおひがししょうがっこう）は、福島県須賀川市雨田にある公立小学校。

## 概要
大東中学校と近距離にあり、小中一貫教育に積極的に取り組んでいる。
上小山田分校所在地：〒962-0713 福島県須賀川市上小山田字小林10（北緯37度16分7.4秒 東経140度27分14.7秒）

## 通学区域
- 須賀川市
  - 小作田[1]
  - 市野関
  - 日照田
  - 上小山田の一部
  - 下小山田
  - 田中
  - 雨田

## 交通
- JR水郡線川東駅から県道138号線を徒歩約50分（約5km）
- 母畑石川行の福島交通バスにて大東小前停留所下車、大東小前停留所より徒歩約5分。